# Виртон (окръг)
Виртон (на френски: Virton) е окръг в Югозточна Белгия, провинция Люксембург. Площта му е 771 km², а населението – 53 658 души (по приблизителна оценка от януари 2018 г.). Административен център е град Виртон.